# Kusadak
Kusadak (Servisch cyrillisch Кусадак) is een plaats in de Servische gemeente Smederevska Palanka. De plaats telt 5691 inwoners (2002).